# Brić
Brić (en serbe cyrillique : Брић) est un village de Bosnie-Herzégovine. Il est situé dans la municipalité de Teslić et dans la république serbe de Bosnie. Selon les premiers résultats du recensement bosnien de 2013, il ne compte plus aucun habitant.

## Démographie

### Évolution historique de la population dans la localité
| 1948 | 1953 | 1961 | 1971 | 1981 | 1991 | 2013 |
| ---- | ---- | ---- | ---- | ---- | ---- | ---- |
| -    | -    | 401  | 459  | 465  | 1    | 0    |

|  |

### Répartition de la population par nationalités (1991)
En 1991, le seul habitant du village était serbe,.